# Bleptina asbolaea
Bleptina asbolaea är en fjärilsart som beskrevs av Oswald Beltram Lower 1903. Bleptina asbolaea ingår i släktet Bleptina och familjen nattflyn. Inga underarter finns listade i Catalogue of Life.